# Kevin Mayer
Kevin Mayer (* 10. Februar 1992 in Argenteuil) ist ein französischer Zehnkämpfer. Er ist zweifacher Weltmeister und mit 9126 Punkten Weltrekordhalter in dieser Disziplin.

## Sportlicher Werdegang
Mayer war als Junior bei internationalen Mehrkampfmeisterschaften erfolgreich. Bei den Jugendweltmeisterschaften 2009 gewann er den Achtkampf, bei den Juniorenweltmeisterschaften 2010 den Zehnkampf und bei den Junioreneuropameisterschaften 2011 den Zehnkampf.
2012 nahm er an den Olympischen Spielen in London teil und erreichte Rang 15. Bei den Halleneuropameisterschaften im März 2013 in Göteborg stellte er im Siebenkampf mit 6297 Punkten eine neue persönliche Bestleistung auf und gewann die Silbermedaille. Im Juni 2013 gewann er beim Europacup der Mehrkämpfer in Tallinn.

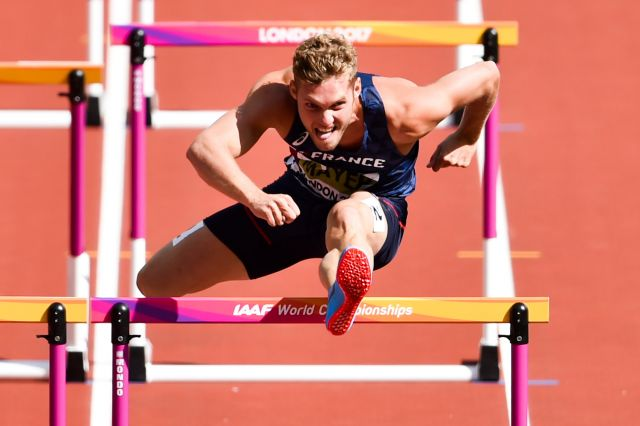
Mayer beim 110-Meter-Hürdenlauf des Zehnkampfes bei den Weltmeisterschaften 2017

2013 wurde er bei den Weltmeisterschaften in Moskau mit einer neuen persönlichen Bestleistung von 8446 Punkten Vierter. Ein Jahr später holte er bei den Europameisterschaften in Zürich Silber, wobei er sich auf 8521 Punkte steigerte.
Die Teilnahme an den Weltmeisterschaften 2015 in Peking musste er verletzungsbedingt absagen.
Im Jahr 2016 nahm er an den Olympischen Spielen in Rio de Janeiro teil und wurde hinter Ashton Eaton mit persönlicher Bestleistung und französischem Landesrekord von 8834 Punkten Zweiter. Für seinen Medaillengewinn erhielt er am 30. November 2016 das Ritterkreuz des Ordre national du Mérite.
2017 siegte er im Zehnkampf bei den Weltmeisterschaften in London mit 8768 Punkten.
2018 reiste er zu den Europameisterschaften in Berlin an, ohne in der Saison einen kompletten Zehnkampf absolviert zu haben. Nichtsdestoweniger galt er als hoher Favorit, hatte er sich doch mit neuen Bestleistungen über 100 Meter und im Hürdenlauf, Kugelstoßen und Diskuswurf bei Einzelstarts und einem halben Zehnkampf in Ratingen in guter Form gezeigt. Bei den Europameisterschaften gelang ihm dann allerdings im Weitsprung – der zweiten Disziplin nach einer neuen 100-Meter-Bestleistung von 10,64 s – kein gültiger Versuch, woraufhin er den Wettkampf vorzeitig beendete. Am 16. September 2018 stellte Mayer im französischen Talence mit 9126 Punkten einen neuen Weltrekord auf (10,55 s / 7,80 m / 16,00 m / 2,05 m / 48,42 s / 13,75 s / 50,54 m / 5,45 m / 71,90 m / 4:36,11 min). Er verbesserte die bisherige Bestleistung um 81 Punkte. Nach dem Tschechen Roman Šebrle (9026 im Jahr 2001) und dem US-Amerikaner Ashton Eaton (9045 im Jahr 2015) ist er der dritte Zehnkämpfer, der die 9000 Punkte überbot.
2019 verzichtete Mayer auf die Halleneuropameisterschaften, da der Zehnkampf kräfteraubend sei und er eine Pause brauche. Eigenen Angaben zufolge wolle er seinem Körper nicht mehr als einen Zehnkampf pro Jahr zumuten. Beim IAAF-Diamond-League-Meeting in Paris im August 2019 trat er in einem Dreikampf an und erzielte neue persönliche Bestleistungen im Kugelstoßen (17,08 m) und über die 110 Meter Hürden (13,55 s). Als Favorit bei den Weltmeisterschaften in Doha gehandelt, führte Mayer den Zehnkampf nach der siebten Disziplin an, musste aber nach einer im Hürdenlauf zugezogenen Verletzung den Wettkampf beim Stabhochsprung abbrechen.
2020 beteiligte sich Mayer am 7. Juni siegreich beim Ultimate Garden Clash. Mitte des Jahres trennte er sich nach zwölf Jahren von seinem Trainer. Im Dezember 2020 siegte er mit Weltjahresbestleistung im Stade Paul-Julius-Bénard von Saint-Paul mit 8552 Punkten beim Meeting de la Réunion, dem ersten Mehrkampfbewerb der während der COVID-19-Pandemie wieder stattfand.
2021 siegte er als klarer Favorit bei den Halleneuropameisterschaften in Toruń und erzielte dort eine Weltjahresbestleistung von 6392 Punkten im Siebenkampf. Bei den Olympischen Sommerspielen in Tokio holte er, wie auch schon 2016, Silber im Zehnkampf. 2022 gewann er in Eugene mit 8622 Punkten seinen zweiten Weltmeistertitel.
Bei den Europameisterschaften 2024 in Rom konnte Mayer aufgrund einer Wildcard teilnehmen. Er erreichte den fünften Platz und konnte sich für die Olympischen Spiele in Paris qualifizieren. Dort musste er dann jedoch verletzungsbedingt seinen Start absagen.

## Familie
Seine Familie stammt aus Farschviller bei Forbach in Lothringen. Er hat zwei Brüder und einen Halbbruder.

## Bestleistungen
(Stand: 5. August 2021)
| Disziplin        | Leistung            | Datum             | Ort        |
| ---------------- | ------------------- | ----------------- | ---------- |
| 100 Meter        | 10,50 s (+ 0,8 m/s) | 02. Okt. 2019     | Doha       |
| 400 Meter        | 48,26 s             | 11. Aug. 2017     | London     |
| 1500 Meter       | 4:18,04 min         | 01. Juli 2012     | Brüssel    |
| 110 Meter Hürden | 13,55 s (+ 0,1 m/s) | 24. Aug. 2019     | Paris      |
| 110 Meter Hürden | 13,54 s (+ 3,0 m/s) | 19. Dezember 2020 | Saint-Paul |
| Hochsprung       | 2,09 m              | 30. Juni 2012     | Brüssel    |
| Stabhochsprung   | 5,45 m              | 16. Sep. 2018     | Talence    |
| Weitsprung       | 7,80 m (+ 1,2 m/s)  | 15. Sep. 2018     | Talence    |
| Kugelstoßen      | 17,08 m             | 24. Aug. 2019     | Paris      |
| Diskuswurf       | 52,38 m             | 17. Juni 2018     | Ratingen   |
| Speerwurf        | 73,09 m             | 5. August 2021    | Tokio      |
| Zehnkampf        | 9126 Punkte         | 16. Sep. 2018     | Talence    |

## Auszeichnungen
- 2018: Frankreichs Sportler des Jahres
- 2018: Europas Leichtathlet des Jahres